# إدوارد بيرك (منافس ألعاب قوى)
إدوارد بيرك (بالإنجليزية: Edward Burke) هو منافس ألعاب قوى أمريكي، ولد في 4 مارس 1940 في وكياه في الولايات المتحدة.

## وصلات خارجية
- إدوارد بيرك على موقع الاتحاد الدولي لألعاب القوى (الإنجليزية)
- إدوارد بيرك على موقع أوليمبيديا (الإنجليزية)